# Baranello
Baranello är en ort och kommun i provinsen Campobasso i regionen Molise i Italien. Kommunen hade 2 616 invånare (2018).